# Glitch
Glitch (ang. krótkotrwałe zakłócenie), znany również jako Clicks and Cuts – gatunek muzyki elektronicznej powstały w latach 90. wraz z upowszechnieniem się cyfrowej obróbki dźwięku.
Cechą charakterystyczną tego gatunku jest użycie, zazwyczaj bardzo krótkich, próbek dźwięku oraz efektów wygenerowanych elektronicznie bądź powstałych jako zakłócenie fali dźwiękowej – w miejsce tradycyjnych instrumentów.
Nagrania glitch są minimalistyczne, z silnie podkreślonym rytmem. Większość (choć nie wszyscy) kompozytorów tego gatunku tworzy muzykę za pomocą komputerowych programów do obróbki dźwięku. Zazwyczaj utwory tego gatunku nawiązują do muzyki IDM.
Do przedstawicieli nurtu glitch można zaliczyć m.in.: Alva Noto, Andreas Tilliander, Andrew Pekler, Apparat, Autechre, Cryptex, Deadbeat, ediT, Fennesz, Frank Bretschneider, Jan Jelinek, Kid 606, Marcin Ciszek, Mikael Stavöstrand, Múm, Nobody Beats The Drum, Oval, Pan Sonic, PANTyRAID, Pole, Snd, Sutekh, System, Taylor Deupree, Telefon Tel Aviv, Tim Hecker, The Glitch Mob, Vladislav Delay, Tut Tut Child